# 2747 Чешки Крумлов
2747 Чешки Крумлов (енгл. 2747 Cesky Krumlov) је астероид главног астероидног појаса са пречником од приближно 32,63 .
Афел астероида је на удаљености од 3,497 астрономских јединица (АЈ) од Сунца, а перихел на 2,713 АЈ.
Ексцентрицитет орбите износи 0,126, инклинација (нагиб) орбите у односу на раван еклиптике 5,823 степени, а орбитални период износи 1998,873 дана (5,472 година).
Апсолутна магнитуда астероида је 11,60 а геометријски албедо 0,038.
Астероид је откривен 19. фебруара 1980. године.